# 圣艾蒂安多尔特
圣艾蒂安多尔特（法語：Saint-Étienne-d'Orthe，法語發音：[sɛ̃.t‿etjɛn dɔʁt]）是法国朗德省的一个市镇，位于该省西南部，属于达克斯区。

## 地理
圣艾蒂安多尔特（43°35'13"N, 1°10'42"W）面积11.07 平方千米，位于法国新阿基坦大区朗德省，该省份为法国西南部沿海省份，是法國本土面积第二大的省，北起吉倫特省，西临大西洋，南至大西洋比利牛斯省，东临热尔省，东北与洛特-加龍省接壤。
与圣艾蒂安多尔特接壤的市镇（或旧市镇、城区）包括：奥里斯特、佩镇、拉讷港、圣让德马萨克、圣隆莱米讷、圣马丹德安克斯、圣玛丽德戈斯。

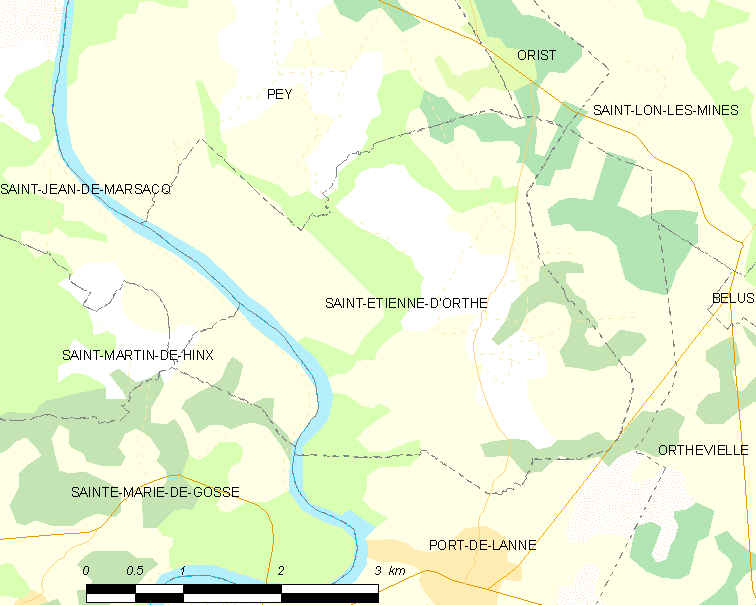
圣艾蒂安多尔特的OSM定位图

圣艾蒂安多尔特的时区为UTC+01:00、UTC+02:00（夏令时）。

## 行政
圣艾蒂安多尔特的邮政编码为40300，INSEE市镇编码为40256。

## 政治
圣艾蒂安多尔特所属的省级选区为奥尔特-阿里冈县。

## 人口

1962-2008年间圣艾蒂安多尔特人口变化图示

圣艾蒂安多尔特于2022年1月1日时的人口数量为732人。